# 林同济
林同济（1906年—1980年11月18日），笔名耕青，福建福清東瀚村人，中国学者，战国策派主要成员之一。其涉猎颇广，专长于政治学，也是莎士比亚专家。1958年被划为右派。长期任教于复旦大学。

## 家庭背景
北洋政府大理院、南京政府最高法院法官林斯璧長子。母亲郭凤诒，为清朝湖广总督郭柏荫孫女。堂叔林澍民为著名建筑师，林斯登为著名地质学家。同辈中，堂弟林同骅、二弟林同炎为美国工程院院士、中科院外籍院士，三弟林同骥为中国科学院院士，五弟林同奇为学术思想研究专家。
第一任妻子为美国人艾德琳·格雷，因抗战期间在昆明因无法适应当地生活，身体堪忧，被迫离婚返回美国。直至1963年母亲病逝才和第二任妻子王大珍女士结婚。

## 生平
16岁毕业于北京崇德中学。1926年，毕业于清华学校。旋即赴美留学，在密歇根大学攻读国际关系和西方文学史。1928年，获得学士学位。1930年，用中英文发表了《日本对东三省的铁路侵略：东北之死机》一文，预测了日本的侵略野心。同年，获加利福尼亚大学伯克利分校政治学硕士学位。後在加州大学和奥克兰米尔斯学院任讲师，讲授中国文化史。1933年，获该校政治学博士学位。次年，回国任天津南开大学政治学教授。1937年，抗战爆发。同年，任云南大学文学院院长。1942年，任北碚复旦大学比较政治学教授。期间与雷海宗等创办《战国策》杂志，言论右翼反苏，人称“战国策派”，是抗日战争期间有影响的知识分子派别，客观上与国民党政府政策合拍，甚至被认为有法西斯主义倾向。郭沫若《斥反动文艺》中将战国策派归为蓝色，指其为国民党的文化特务。1945年，任上海复旦大学英语及西方文学教授。1948年，曾在上海创办海光图书馆，因时局变化夭折。1958年，被划为右派。文革期间遭到迫害，一次批斗中因支持不住被送医院治疗。1978年，接受记者采访，质疑最高领导终身制，发表在《大参考》上。次年，右派脱帽。1980年，受邀赴美讲学之前，曾与胡耀邦会面并对中国未来发展进言。两月后访美，发表演讲“对中国人心灵的寻求”。期间心脏病突发，病逝于加州大学，胡乔木发去唁电。

## 成就
是有影响的莎士比亚专家，曾经翻译多部莎氏著作，但只有《哈姆雷特》手稿保留下来。另外，他也是李贺研究专家，但未出版专著。他在画论方面提出的“宇宙感”，为大画家朱屺瞻所倾倒，朱的著作《癖斯居画谭》中有专门记载。

## 主要著作
- 《天地之间：林同济文集》，复旦大学出版社，2004年
- 《哈姆雷特》，戏剧出版社